# Marquis de Jonquière
Les Marquis de Jonquière sont une équipe de hockey sur glace semi professionnelle de la Ligue nord-américaine de hockey qui évolue à ville de Saguenay dans l'arrondissement de Jonquière au Québec, Canada.

## Historique
Les Gladiateurs de ville des Laurentides commencent leurs activités dans la ligue de hockey semi-professionnelle du Québec lors de la saison 1996-1997. En 1997-1998, l’équipe déménage à Sainte-Thérèse et devient les Chiefs de Sainte-Thérèse. Pour la Saison 1998-1999, l’équipe déménage encore une fois pour s'établir à au Colisée de Laval.
En 2002 et 2003, l'équipe gagne la Coupe Futura.
Avant la saison 2005-2006, Genex Communications se porte acquéreur de l'équipe et ajoute le nom de l'un de ses magazines au nom de l’équipe. L’équipe s’appelle maintenant les Summum-Chiefs de Laval. Pour la saison 2006-2007, l’équipe déménage au Colisée Isabelle-Brasseur de Saint-Jean-sur-Richelieu et devient les Summum-Chiefs de Saint-Jean-sur-Richelieu. L'équipe termine au premier rang du classement de la saison régulière et remporte la Coupe Futura face au Saint-François de Sherbrooke.
À l'été 2008, après deux saisons à St-Jean-sur-Richelieu, l'équipe déménage à Saguenay. Le 98,3 de Saguenay qui évoluait auparavant dans la ligue centrale de hockey (LCH) obtient les joueurs qui évoluaient à St-Jean-sur-Richelieu, en plus de garder les droits des joueurs qui évoluaient déjà avec l'équipe dans la LCH. L'équipe connaît une première saison dans la Ligue Nord-Américaine de Hockey assez difficile, terminant au 8e rang.
Pour la saison 2009-2010, le principal commanditaire de l’équipe (98,3 FM) se retire et l’équipe devient les Marquis de Saguenay. L’équipe connaît une bonne saison, terminant au 3e rang du classement général. Lors des séries, le CRS Express de Saint-Georges élimine les Marquis de Saguenay en demi-finale.
Après avoir connu une saison 2010-2011 difficile, l'équipe annonce le 9 juin 2011 que Dean Lygitsakos devient le nouvel entraîneur-chef et directeur général de l'équipe.
En janvier 2012, l'équipe est renommée Marquis de Jonquière, arrondissement de la ville ou l'équipe évolue.
Le 17 mai 2013 les Marquis remportent le premier championnat de leur histoire en défaisant le HC Carvena de Sorel-Tracy en 6 parties en finale de la coupe Canam . 
Presque 1 an plus tard jour pour jour, soit le 16 mai 2014, les Marquis deviennent seulement la deuxième équipe de l'histoire de la ligue à défendre avec succès la coupe Canam en l'emportant cette fois contre l'Isothermic de Thetford Mines en finale, encore une fois en 6 parties . 
Le 1er mai 2015, après quatre années passées à la barre de l'équipe, l'organisation des Marquis annonce qu'elle a choisi de ne pas renouveler le contrat du directeur-général et entraîneur de l'équipe Dean Lygitsakos .

## Statistiques
| Saison    | PJ | V  | D  | N | DP | DTB | BP  | BC  | Pts | Classement | Séries éliminatoires       |
| --------- | -- | -- | -- | - | -- | --- | --- | --- | --- | ---------- | -------------------------- |
| 2008-2009 | 44 | 14 | 27 | - | 2  | 1   | 141 | 192 | 31  | 8e place   | Défaite en quart de finale |
| 2009-2010 | 44 | 27 | 15 | - | 0  | 2   | 178 | 155 | 56  | 3e place   | Défaite en demi-finale     |
| 2010-2011 | 42 | 17 | 19 | - | 5  | 1   | 172 | 188 | 42  | 6e place   | Défaite en quart de finale |
| 2011-2012 | 48 | 29 | 16 | - | 2  | 1   | 216 | 195 | 61  | 1re place  | Défaite en demi-finale     |
| 2012-2013 | 40 | 27 | 11 | - | 1  | 1   | 167 | 135 | 56  | 1re place  | Remporte la Coupe Canam    |
| 2013-2014 | 40 | 24 | 14 | - | 2  | 0   | 164 | 144 | 50  | 2e place   | Remporte la Coupe Canam    |
| 2014-2015 | 40 | 26 | 9  | - | 1  | 4   | 184 | 152 | 57  | 2e place   | Défaite en demi-finale     |
| 2015-2016 | 40 | 27 | 11 | - | 1  | 1   | 164 | 116 | 56  | 1re place  | Défaite en demi-finale     |
| 2016-2017 | 40 | 30 | 7  | - | 2  | 1   | 177 | 116 | 63  | 1re place  | Remporte la Coupe Vertdure |
| 2017-2018 | 36 | 20 | 11 | - | 3  | 2   | 142 | 122 | 45  | 2e place   |                            |
| 2018-2019 | 36 | 20 | 15 | - | 1  | 0   | 148 | 136 | 41  | 4e place   |                            |
| 2019-2020 | 36 | 14 | 17 | - | 4  | 1   | 137 | 156 | 33  | 5e place   |                            |